# Gare d’Arles
Gare d'Arles – stacja kolejowa w Arles, w regionie Prowansja-Alpy-Lazurowe Wybrzeże, we Francji. Znajdują się tu 3 perony i 4 krawędzie peronowe.